# Grande Prêmio de Eifel de 2020
Grande Prêmio de Eifel de 2020 (formalmente denominado Formula 1 Aramco Grosser Preis der Eifel 2020) foi a décima primeira etapa do Campeonato Mundial de 2020 da Fórmula 1. Foi disputado em 11 de outubro de 2020 no Nürburgring, Nürburg, Alemanha, retornando a este circuito após sete anos.
Este grande prémio foi adicionado ao calendário de 2020 após a re-estruturação devido à Pandemia de COVID-19. Como os direitos de "GP da Alemanha" pertencem aos promotores da pista de Hockenheimring, a solução encontrada foi de nomear o grande prémio com a região montanhosa de Eifel onde se encontra situado o circuito.
Lewis Hamilton foi o vencedor igualando o número de vitórias do piloto alemão Michael Schumacher (91).

## Pneus
| Nome do composto | Cor | Banda de rolamento | Condições de Tempo | Dry Type                           | Aderência       | Longevidade   |
| ---------------- | --- | ------------------ | ------------------ | ---------------------------------- | --------------- | ------------- |
| Macio (C4)       |     | Slick (P Zero)     | Seco               | Soft                               | Mais aderência  | Menos durável |
| Médio (C3)       |     | Slick (P Zero)     | Seco               | Medium                             | Médio           | Médio         |
| Duro (C2)        |     | Slick (P Zero)     | Seco               | Hard                               | Menos aderência | Mais durável  |
| Intermediário    |     | Sulcos (Cinturato) | Molhado            | Intermediate (água não estagnante) | —               | —             |
| Chuva            |     | Sulcos (Cinturato) | Molhado            | Wet (água estagnante)              | —               | —             |

| Escolhas de Pneus de cada piloto para o GP de Eifel: | Escolhas de Pneus de cada piloto para o GP de Eifel: | Escolhas de Pneus de cada piloto para o GP de Eifel: | Escolhas de Pneus de cada piloto para o GP de Eifel: | Escolhas de Pneus de cada piloto para o GP de Eifel: | Escolhas de Pneus de cada piloto para o GP de Eifel: |
| ---------------------------------------------------- | ---------------------------------------------------- | ---------------------------------------------------- | ---------------------------------------------------- | ---------------------------------------------------- | ---------------------------------------------------- |
| Nº                                                   | Pilotos                                              | Equipe(s)                                            | Duro                                                 | Médio                                                | Macio                                                |
| 44                                                   | Lewis Hamilton                                       | Mercedes                                             | 2                                                    | 3                                                    | 8                                                    |
| 77                                                   | Valtteri Bottas                                      | Mercedes                                             | 2                                                    | 3                                                    | 8                                                    |
| 5                                                    | Sebastian Vettel                                     | Ferrari                                              | 2                                                    | 3                                                    | 8                                                    |
| 16                                                   | Charles Leclerc                                      | Ferrari                                              | 2                                                    | 3                                                    | 8                                                    |
| 23                                                   | Alexander Albon                                      | Red Bull Racing-Honda                                | 2                                                    | 3                                                    | 8                                                    |
| 33                                                   | Max Verstappen                                       | Red Bull Racing-Honda                                | 2                                                    | 3                                                    | 8                                                    |
| 3                                                    | Daniel Ricciardo                                     | Renault                                              | 2                                                    | 3                                                    | 8                                                    |
| 31                                                   | Esteban Ocon                                         | Renault                                              | 2                                                    | 3                                                    | 8                                                    |
| 8                                                    | Romain Grosjean                                      | Haas-Ferrari                                         | 2                                                    | 3                                                    | 8                                                    |
| 20                                                   | Kevin Magnussen                                      | Haas-Ferrari                                         | 2                                                    | 3                                                    | 8                                                    |
| 55                                                   | Carlos Sainz Jr.                                     | McLaren-Renault                                      | 2                                                    | 3                                                    | 8                                                    |
| 4                                                    | Lando Norris                                         | McLaren-Renault                                      | 2                                                    | 3                                                    | 8                                                    |
| 11                                                   | Sergio Pérez                                         | Racing Point-Mercedes                                | 2                                                    | 3                                                    | 8                                                    |
| 18                                                   | Lance Stroll                                         | Racing Point-Mercedes                                | 2                                                    | 3                                                    | 8                                                    |
| 7                                                    | Kimi Raikkonen                                       | Alfa Romeo-Ferrari                                   | 2                                                    | 3                                                    | 8                                                    |
| 99                                                   | Antonio Giovinazzi                                   | Alfa Romeo-Ferrari                                   | 2                                                    | 3                                                    | 8                                                    |
| 10                                                   | Pierre Gasly                                         | AlphaTauri-Honda                                     | 2                                                    | 3                                                    | 8                                                    |
| 26                                                   | Daniil Kvyat                                         | AlphaTauri-Honda                                     | 2                                                    | 3                                                    | 8                                                    |
| 6                                                    | Nicholas Latifi                                      | Williams-Mercedes                                    | 2                                                    | 3                                                    | 8                                                    |
| 63                                                   | George Russell                                       | Williams-Mercedes                                    | 2                                                    | 3                                                    | 8                                                    |

## Resultados

### Treinos livres
A primeira sessão de treinos livres na sexta-feira começou às 11:00 CEST (UTC + 2). No entanto, chuva e nevoeiro impediram que os carros saíssem do pit lane, pois as condições não eram seguras para o voo do helicóptero médico. Faltando 30 minutos para o fim da sessão, o primeiro treino livre foi cancelado. A segunda sessão de treinos livres estava prevista para começar às 15:00 CEST de sexta-feira, mas também foi cancelada. O piloto da Mercedes, Valtteri Bottas, foi o mais rápido no terceiro treino livre, à frente do companheiro de equipa Lewis Hamilton e do piloto da Ferrari, Charles Leclerc. O piloto da Racing Point, Lance Stroll, ficou de fora da sessão devido a não se sentir bem e depois retirou-se do resto do fim de semana, tendo sido substituído por Nico Hülkenberg.

### Treino classificatório
| Pos.                     | Nº | Piloto             | Construtor                | Q1       | Q2       | Q3       | Grid |
| ------------------------ | -- | ------------------ | ------------------------- | -------- | -------- | -------- | ---- |
| 1                        | 77 | Valtteri Bottas    | Mercedes                  | 1:26.573 | 1:25.971 | 1:25.269 | 1    |
| 2                        | 44 | Lewis Hamilton     | Mercedes                  | 1:26.620 | 1:25.390 | 1:25.525 | 2    |
| 3                        | 33 | Max Verstappen     | Red Bull Racing-Honda     | 1:26.319 | 1:25.467 | 1:25.562 | 3    |
| 4                        | 16 | Charles Leclerc    | Ferrari                   | 1:26.857 | 1:26.240 | 1:26.035 | 4    |
| 5                        | 23 | Alexander Albon    | Red Bull Racing-Honda     | 1:27.126 | 1:26.285 | 1:26.047 | 5    |
| 6                        | 3  | Daniel Ricciardo   | Renault                   | 1:26.836 | 1:26.096 | 1:26.223 | 6    |
| 7                        | 31 | Esteban Ocon       | Renault                   | 1:27.086 | 1:26.364 | 1:26.242 | 7    |
| 8                        | 4  | Lando Norris       | McLaren-Renault           | 1:26.829 | 1:26.316 | 1:26.458 | 8    |
| 9                        | 11 | Sergio Pérez       | Racing Point-BWT Mercedes | 1:27.120 | 1:26.330 | 1:26.704 | 9    |
| 10                       | 55 | Carlos Sainz Jr.   | McLaren-Renault           | 1:27.378 | 1:26.361 | 1:26.709 | 10   |
| 11                       | 5  | Sebastian Vettel   | Ferrari                   | 1:27.107 | 1:26.738 | —        | 11   |
| 12                       | 10 | Pierre Gasly       | AlphaTauri-Honda          | 1:27.072 | 1:26.776 | —        | 12   |
| 13                       | 26 | Daniil Kvyat       | AlphaTauri-Honda          | 1:27.285 | 1:26.848 | —        | 13   |
| 14                       | 99 | Antonio Giovinazzi | Alfa Romeo-Ferrari        | 1:27.532 | 1:26.936 | —        | 14   |
| 15                       | 20 | Kevin Magnussen    | Haas-Ferrari              | 1:27.231 | 1:27.125 | —        | 15   |
| 16                       | 8  | Romain Grosjean    | Haas-Ferrari              | 1:27.562 | —        | —        | 16   |
| 17                       | 63 | George Russel      | Williams-Mercedes         | 1:27.564 | —        | —        | 17   |
| 18                       | 6  | Nicholas Latifi    | Williams-Mercedes         | 1:27.812 | —        | —        | 18   |
| 19                       | 7  | Kimi Räikkönen     | Alfa Romeo-Ferrari        | 1:27.817 | —        | —        | 19   |
| 20                       | 27 | Nico Hülkenberg    | Racing Point-BWT Mercedes | 1:28.021 | —        | —        | 20   |
| Regra dos 107%: 1:39.141 |    |                    |                           |          |          |          |      |
| Fonte:                   |    |                    |                           |          |          |          |      |

Notas

### Corrida
| 1                                                                              | 44 | Lewis Hamilton     | Mercedes                  | 60 | 1:35:49.641 | 2  | 25  |
| 2                                                                              | 33 | Max Verstappen     | Red Bull Racing-Honda     | 60 | +4.470      | 3  | 191 |
| 3                                                                              | 3  | Daniel Ricciardo   | Renault                   | 60 | +14.613     | 6  | 15  |
| 4                                                                              | 11 | Sergio Pérez       | Racing Point-BWT Mercedes | 60 | +16.070     | 9  | 12  |
| 5                                                                              | 55 | Carlos Sainz Jr.   | McLaren-Renault           | 60 | +21.905     | 10 | 10  |
| 6                                                                              | 10 | Pierre Gasly       | AlphaTauri-Honda          | 60 | +22.766     | 12 | 8   |
| 7                                                                              | 16 | Charles Leclerc    | Ferrari                   | 60 | +30.814     | 4  | 6   |
| 8                                                                              | 27 | Nico Hülkenberg    | Racing Point-BWT Mercedes | 60 | +32.596     | 20 | 4   |
| 9                                                                              | 8  | Romain Grosjean    | Haas-Ferrari              | 60 | +39.081     | 16 | 2   |
| 10                                                                             | 99 | Antonio Giovinazzi | Alfa Romeo-Ferrari        | 60 | +40.035     | 14 | 1   |
| 11                                                                             | 5  | Sebastian Vettel   | Ferrari                   | 60 | +40.810     | 11 |     |
| 12                                                                             | 7  | Kimi Räikkönen     | Alfa Romeo-Ferrari        | 60 | +41.476     | 19 |     |
| 13                                                                             | 20 | Kevin Magnussen    | Haas-Ferrari              | 60 | +49.585     | 15 |     |
| 14                                                                             | 6  | Nicholas Latifi    | Williams-Mercedes         | 60 | +54.449     | 18 |     |
| 15                                                                             | 26 | Daniil Kvyat       | AlphaTauri-Honda          | 60 | +55.588     | 13 |     |
| Ret                                                                            | 4  | Lando Norris       | McLaren-Renault           | 44 | Motor       | 8  |     |
| Ret                                                                            | 23 | Alexander Albon    | Red Bull Racing-Honda     | 5  | Motor       | 5  |     |
| Ret                                                                            | 31 | Esteban Ocon       | Renault                   | 24 | Hidráulica  | 7  |     |
| Ret                                                                            | 77 | Valtteri Bottas    | Mercedes                  | 19 | Motor       | 1  |     |
| Ret                                                                            | 63 | George Russel      | Williams-Mercedes         | 14 | Pneu        | 17 |     |
| volta mais rápida: Max Verstappen Red Bull Racing-Honda) – 1:28.139 (volta 60) |    |                    |                           |    |             |    |     |
| Fonte:                                                                         |    |                    |                           |    |             |    |     |

## Curiosidades
- Lewis Hamilton iguala o recorde de número de vitórias ao lado de Michael Schumacher (91). Depois da corrida, Mick Schumacher, filho de Michael Schumacher, presenteou Lewis Hamilton com um capacete do pai. A peça é uma réplica da usada em 2012, no último ano do heptacampeão na categoria. Curiosamente, o alemão foi substituído na Mercedes justamente por Hamilton.

- Kimi Raikkonen bate o recorde de maior número de corridas (323) superando Rubens Barrichello (322).[5]

- Nico Hulkenberg volta para sua terceira corrida do ano em substituição a Lance Stroll.[6]

- A Mercedes venceu em Nurburgring pela primeira vez desde 1954 com Juan Manuel Fangio.

- Daniel Ricciardo deu à Renault o primeiro pódio o que não acontecia desde o Grande Prêmio da Malásia de 2011 com Nick Heidfeld.

- Daniel Ricciardo volta ao pódio desde o Grande Prêmio de Mônaco de 2018.

- Últimos pontos de Romain Grosjean.

- Últimos pontos da Haas até o Grande Prêmio do Barém de 2022.

## Voltas na liderança
| Nº de Voltas | Piloto          | Voltas |
| ------------ | --------------- | ------ |
| 48           | Lewis Hamilton  | 13-60  |
| 12           | Valtteri Bottas | 1-12   |

## 2020DHLFastest Pit Stop Award

### Resultado
| 1      | 33 | Max Verstappen   | Red Bull Racing-Honda | 1.92 | 25 |
| 2      | 63 | George Russell   | Williams-Mercedes     | 2.27 | 18 |
| 3      | 4  | Lando Norris     | McLaren-Renault       | 2.48 | 15 |
| 4      | 23 | Alexander Albon  | Red Bull Racing-Honda | 2.49 | 12 |
| 5      | 77 | Valtteri Bottas  | Mercedes              | 2.52 | 10 |
| 6      | 27 | Nico Hulkenberg  | Racing Point-Mercedes | 2.53 | 8  |
| 7      | 26 | Daniil Kvyat     | AlphaTauri-Honda      | 2.59 | 6  |
| 8      | 3  | Daniel Ricciardo | Renault               | 2.63 | 4  |
| 9      | 11 | Sergio Pérez     | Racing Point-Mercedes | 2.64 | 2  |
| 10     | 7  | Kimi Räikkönen   | Alfa Romeo-Ferrari    | 2.77 | 1  |
| Fonte: |    |                  |                       |      |    |

### Classificação
| Tabela do DHL Fastest Pit Stop Award \| Pos \| Construtor \| Pontos \| \| --- \| --------------------- \| ------ \| \| 1 \| Red Bull Racing-Honda \| 330 \| \| 2 \| Mercedes \| 172 \| \| 3 \| Williams-Mercedes \| 166 \| \| 4 \| Alfa Romeo-Ferrari \| 118 \| \| 5 \| Renault \| 78 \| \| 6 \| McLaren-Renault \| 64 \| \| 7 \| Ferrari \| 62 \| \| 8 \| AlphaTauri-Honda \| 61 \| \| 9 \| Racing Point-Mercedes \| 43 \| \| 10 \| Haas-Ferrari \| 1 \| |                       |        |
| Pos | Construtor            | Pontos |
| 1 | Red Bull Racing-Honda | 330    |
| 2 | Mercedes              | 172    |
| 3 | Williams-Mercedes     | 166    |
| 4 | Alfa Romeo-Ferrari    | 118    |
| 5 | Renault               | 78     |
| 6 | McLaren-Renault       | 64     |
| 7 | Ferrari               | 62     |
| 8 | AlphaTauri-Honda      | 61     |
| 9 | Racing Point-Mercedes | 43     |
| 10 | Haas-Ferrari          | 1      |

## Tabela do campeonato após a corrida
Somente as cinco primeiras posições estão incluídas nas tabelas.
| Pos | Piloto           | Pontos | Var     |
| --- | ---------------- | ------ | ------- |
| 1   | Lewis Hamilton   | 230    | Estável |
| 2   | Valtteri Bottas  | 161    | Estável |
| 3   | Max Verstappen   | 147    | Estável |
| 4   | Daniel Ricciardo | 78     | 2       |
| 5   | Sergio Pérez     | 68     | 4       |

| Pos | Construtor            | Pontos | Var     |
| --- | --------------------- | ------ | ------- |
| 1   | Mercedes              | 381    | Estável |
| 2   | Red Bull Racing-Honda | 211    | Estável |
| 3   | Racing Point-Mercedes | 116    | 1       |
| 4   | McLaren-Renault       | 116    | 1       |
| 5   | Renault               | 114    | Estável |